# Los guerreros
Los guerreros (en portugués, Os Guerreiros y popularmente llamada Os Candangos) es una obra escultórica de Brasilia, en el Distrito Federal, ubicada en la Plaza de los Tres Poderes, frente al Palacio del Planalto. Creado en 1959 por el escultor Bruno Giorgi, el término "candango" está inspirado en la forma en que los negros llamaban a los portugueses.
La obra llegó a ser reconocida por la Organización de las Naciones Unidas para la Educación, la Ciencia y la Cultura (UNESCO) como patrimonio de la humanidad, ya que la unión de dos guerreros representa el simbolismo de la fuerza y el equilibrio entre los poderes de la República.

## Historia

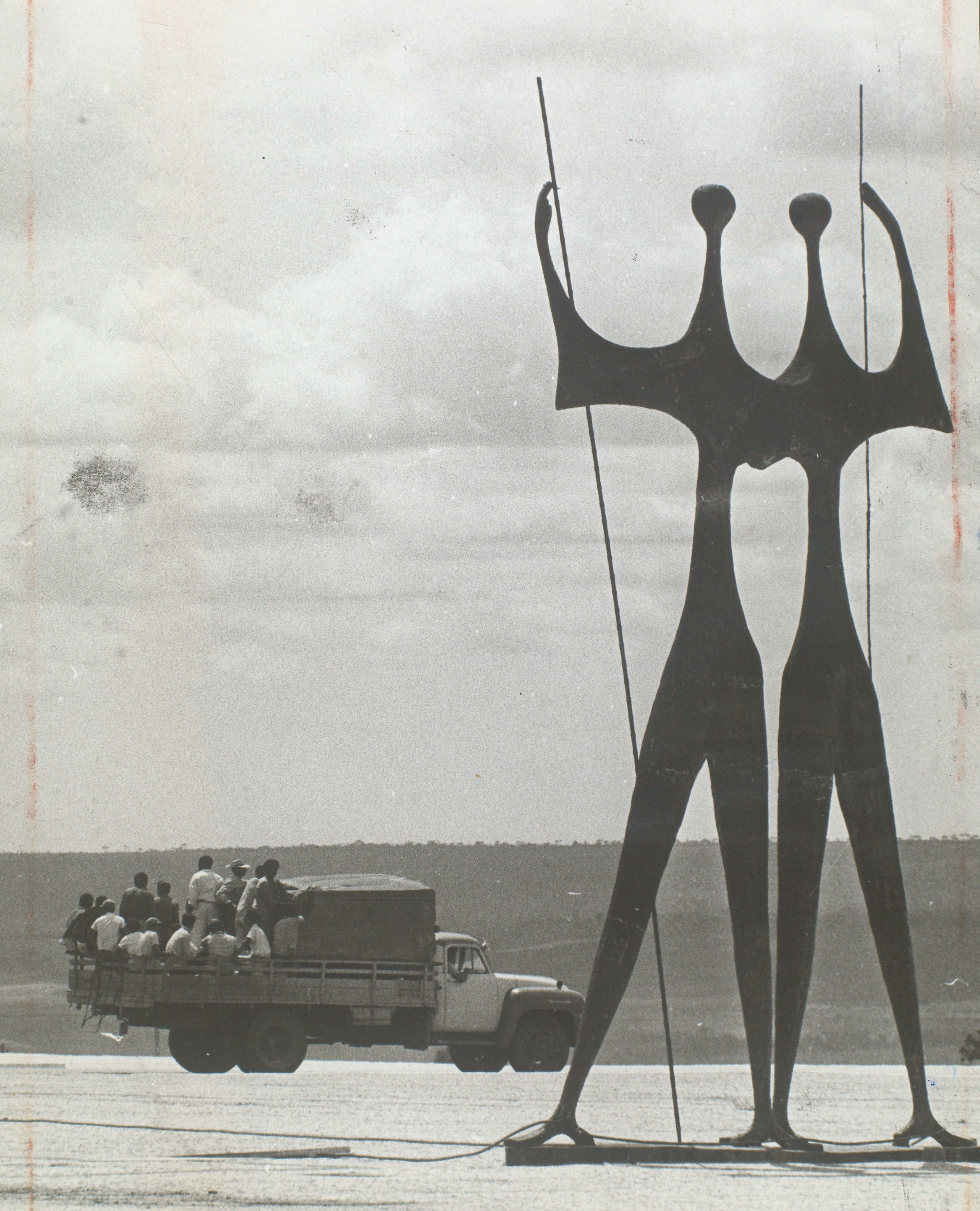
Obra registrada en el momento de su creación, en 1959.

Después de ser invitado por el arquitecto Oscar Niemeyer, el escultor Bruno Giorgi creó en 1959 la obra "Os Guerreiros", un proyecto realizado en bronce de ocho metros de altura y ubicado en la Plaza de los Tres Poderes, cerca del Palacio del Planalto. El uso de la expresión "candangos", que dio origen al cambio de nombre, procedía de Angola, en el continente africano, según Olívio Guedes, profesor de Arte de la Universidad de São Paulo (USP).
Los negros llamaban a los portugueses así (candango). Durante la construcción de Brasilia, aquellas personas que venían, principalmente del Nordeste, eran denominadas de esta forma. Entonces, ese nombre dejó de ser un villano y se convirtió en un homenaje a los trabajadores.
Olívio Guedes aclara el abrazo de los dos guerreros comparándolo con la presencia de los tres poderes de la Nueva República: "Los tres poderes (Ejecutivo, Legislativo y Judicial) están reunidos en esa plaza. La imagen trae un simbolismo de unión, fuerza y equilibrio".
Posteriormente, la Organización de las Naciones Unidas para la Educación, la Ciencia y la Cultura (UNESCO) reconoció a la escultura como patrimonio cultural de la humanidad.